# Ferrovia Maglie-Otranto
La ferrovia Maglie–Otranto è una linea ferroviaria delle Ferrovie del Sud Est che raggiunge l'estremità orientale del tacco della penisola italiana. Viene indicata dal gestore come Linea 7. 
Fino al 1933 faceva parte delle Ferrovie dello Stato.

## Storia
| Tratta         | Inaugurazione     |
| -------------- | ----------------- |
| Lecce-Zollino  | 1º febbraio 1868  |
| Zollino-Maglie | 20 novembre 1868  |
| Maglie-Otranto | 20 settembre 1872 |

Tutto il tratto ricompreso da Lecce ad Otranto è l'estrema propaggine della Ferrovia Adriatica; venne infatti realizzata dalla Società per le Strade Ferrate Meridionali a completamento della stessa dopo che il 15 gennaio 1866 era stata aperta la tratta Brindisi–Lecce. Rimaneva da costruire la tratta terminale Lecce–Otranto per la quale tuttavia aspre polemiche e campanilismi locali impedivano la scelta del percorso. A questo pose fine direttamente l'allora Ministro dei lavori pubblici Stefano Jacini che ne decretò il tracciato. Così il 20 settembre del 1872 poté essere completato anche l'ultimo tratto di 19 km tra Maglie e Otranto.
Con la nuova linea adriatica, prima comunicazione tra il meridione e il centro-nord dell'Italia, i costruttori speravano di rilanciare i commerci del Porto di Otranto. Fu però il Porto di Brindisi ad accogliere la Valigia delle Indie e il traffico mercantile ad essa collegato, così la tratta fino a Otranto rimase interessata da un traffico di natura locale. Nel 1885, dopo una legge di riordino delle ferrovie, la linea entrò a far parte del complesso di linee denominato Rete Adriatica e vi rimase fino al 1906 quando, in seguito alla statalizzazione delle Ferrovie Italiane del 1905, venne riscattata dallo Stato. La tratta Lecce–Maglie–Otranto, scorporata dalla linea adriatica nel 1933, venne ceduta in concessione alle neocostituite Ferrovie del Sud Est.

## Caratteristiche
La linea, lunga 18,271 km, è una ferrovia a binario semplice e scartamento ordinario attrezzata nella sua interezza con BCA. Attualmente a trazione termica, il 18 gennaio 2021 sono cominciati i lavori di elettrificazione in tutta la tratta.
La circolazione su tutta la linea è regolata dal Dirigente Centrale Operativo (DCO) con sede a Novoli. 
Un significativo ammodernamento è stato realizzato nel 2013, con la completa sostituzione dell'armamento contestuale alla posa in opera di traverse in cemento armato precompresso.

### Percorso
| Unknown route-map component "d" | Continuation backward |

| Unknown route-map component "d" | Station on track |

| Unknown route-map component "dCONTgq" | Unknown route-map component "ABZgr" |

| Unknown route-map component "d" | Station on track |

| Unknown route-map component "d" | Stop on track |

| Unknown route-map component "d" | Unknown route-map component "eHST" |

| Unknown route-map component "d" | End station |